# Galvanizado

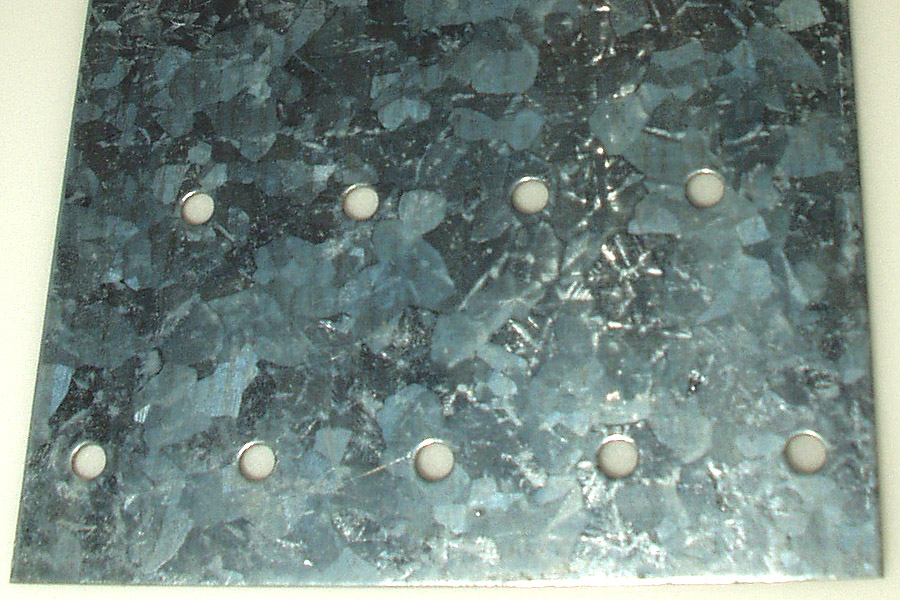
Placa de metal galvanizada.

El galvanizado o galvanización es el proceso electroquímico por el cual se puede cubrir un metal con otro. Se denomina galvanización pues este proceso se desarrolló a partir del trabajo de Luigi Galvani, quien descubrió en sus experimentos que si se pone en contacto un metal con una pata cercenada de una rana, esta se contrae como si estuviese viva; posteriormente se dio cuenta de que cada metal presentaba un grado diferente de reacción en la pata de rana, lo que implica que cada metal tiene una carga eléctrica diferente.
Más tarde ordenó los metales según su carga y descubrió que puede recubrirse un metal con otro, siempre depositando un metal de carga mayor sobre otro de carga menor, y aprovechando esta cualidad de su descubrimiento se desarrolló más tarde el galvanizado, la galvanotecnia, y luego la galvanoplastia.

## Utilidad
La función del galvanizado es proteger la superficie del metal sobre el cual se realiza el proceso.
El galvanizado más común consiste en depositar una capa de zinc (Zn) sobre hierro (Fe); ya que, al ser el zinc más oxidable, menos noble que el hierro y generar un óxido estable, protege al hierro de la oxidación al exponerse al oxígeno del aire.
Se usa de modo general en tuberías para la conducción de agua cuya temperatura no sobrepase los 60 °C ya que entonces se invierte la polaridad del zinc respecto del acero del tubo y este se corroe en vez de estar protegido por el zinc.

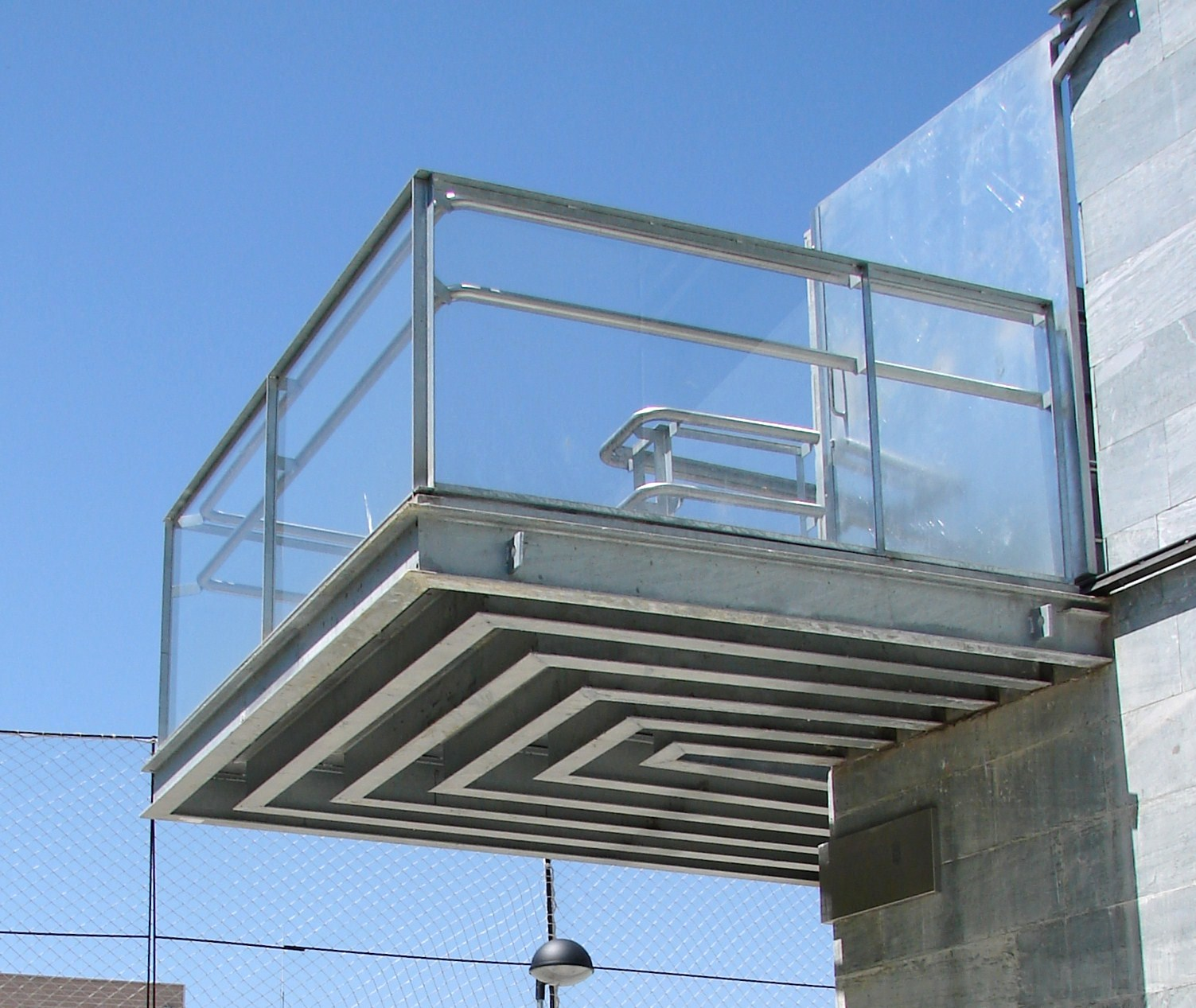
Descansillo de rampa de perfiles galvanizados en caliente en la Biblioteca Municipal Lope de Vega de Tres Cantos (Madrid).

Para evitar la corrosión en general es fundamental evitar el contacto entre materiales disímiles, con distinto potencial de oxidación, que puedan provocar problemas de corrosión galvánica por el hecho de su combinación.
Puede ocurrir que cualquiera de ambos materiales sea adecuado para un galvanizado potencial con otros materiales y sin embargo su combinación sea inadecuada, provocando corrosión, por el distinto potencial de oxidación comentado.
Uno de los errores que se cometen con más frecuencia es el del empleo de tuberías de cobre combinadas con tuberías de acero galvanizado (vid. normas UNE 12502.3, UNE 112076, UNE 112081). Si la tubería de cobre, que es un material más noble, se sitúa aguas arriba de la de galvanizado, los iones de cobre, que necesariamente existen en el agua o las partículas de cobre que se puedan arrastrar por erosión o de cualquier otra procedencia, se cementarán sobre el zinc del galvanizado aguas abajo y este se oxidará por formarse una pila bimetálica local Cu/Zn en los puntos en los que los iones de cobre se hayan depositado como cobre metálico sobre el galvanizado. A partir de ese momento se acelerará la corrosión del recubrimiento galvanizado en todos esos puntos. Desaparecido el zinc del recubrimiento, la pila será Cu/Fe y continuará corroyéndose hasta perforarse el tubo de acero. Como el galvanizado está instalado anteriormente este fallo pasa desapercibido y se suele atribuir al fin de la vida en servicio o, incluso, a la mala calidad del galvanizado. La causa, sin embargo, ha sido la mala calidad del diseño: la instalación de la tubería de cobre aguas arriba, que es la que ha provocado la corrosión del galvanizado aguas abajo.
Por el contrario, en el caso de que las tuberías de cobre se instalen al final de la red, es decir, aguas abajo de la tubería de galvanizado, no existe ese problema siempre que se garantice que no haya agua de retorno que después de pasar por el cobre pase por el galvanizado. Si existe ese riesgo se deberá colocar un sistema antirretorno. En cualquier caso, es necesario colocar un manguito aislante entre el acero galvanizado de la instalación general y la tubería de cobre final para evitar el contacto galvanizado/cobre. Esta solución, sin embargo, es ineficaz en el caso anterior, tubería general de cobre y ramales finales de acero galvanizado. Aunque se elimine la corrosión en el punto de contacto entre ambos materiales, que es lo único que hace el manguito, no se evitará la corrosión. Esta se producirá debido a los iones de cobre que transporta el agua, o las partículas de cobre, que producirán picaduras sobre toda la instalación de galvanizado aguas abajo, tal como se ha explicado.
Otros procesos de galvanizado muy utilizados son los que se refieren a piezas decorativas. Se recubren estas piezas con fines principalmente decorativos, la hebillas, botones, llaveros, artículos de escritorio y un sinfín de productos son bañados en cobre, níquel, plata, oro, bronce, cromo, estaño, etc. En el caso de la bisutería se utilizan baños de oro (generalmente de 18 a 21 quilates). También se recubren joyas en metales más escasos como platino y rodio.
En la calcografía o grabado calcográfico manual se solía usar un recurso que permitía obtener tirajes más largos, previniendo el desgaste prematuro de las planchas de impresión de cobre grabadas, recubriéndolas de manera galvánica con una delgada película de hierro.

## Proceso
Existen varios procesos para recubrir de zinc el acero. Los principales son:
- La galvanización en caliente
- La galvanización en frío
- El metalizado por pistola
- El zincado electrolítico
- El galvanizado por laminación

### Galvanización en caliente

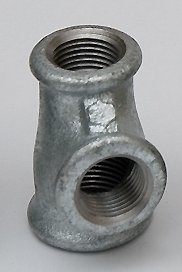
Junta de hierro fundido y con la superficie de galvanizado en caliente

La galvanización es un procedimiento para recubrir piezas terminadas de hierro/acero mediante su inmersión en un crisol de zinc fundido a 450 °C.
Tiene como principal objetivo evitar la oxidación y corrosión que la humedad y la contaminación ambiental pueden ocasionar sobre el hierro. Esta actividad representa aproximadamente el 50 % del consumo de zinc en el mundo y desde hace más de 150 años se ha ido afianzando como el procedimiento más fiable y económico de protección del hierro contra la corrosión. 
Este proceso no consiste solo en depositar unos pocos micrómetros de zinc en la superficie del acero. El recubrimiento de zinc se une químicamente a la base de acero porque hay una reacción química metalúrgica de difusión entre el zinc y el hierro o el acero a 450 °C. Al retirar el acero del baño, se han formado varias capas superficiales de aleación zinc-hierro en las que el zinc se ha solidificado. Estas diferentes capas de aleación son más duras que la base de acero y tienen un contenido de zinc cada vez mayor a medida que se aproximan a la superficie del recubrimiento. El tratamiento debe ajustarse a la norma ISO 1461 (Recubrimientos galvanizados en hierro y acero).
El hierro o acero galvanizado se usa principalmente en la construcción (armaduras metálicas, vallas protectoras, rejillas electrosoldadas etc.). Otros usos son: mobiliario urbano (iluminación, señalización, barreras); las portacatenarias y diversos medios de señalización utilizados en las piscinas o en el mar (ambiente húmedo particularmente agresivo y/o que contienen cloro), en plantas de tratamiento de aguas residuales o en edificios para la cría de ganado (ambiente ácido).

### Galvanizado electrolítico
En los procesos de galvanizado electrolítico se utilizan los siguientes elementos:
- Fuente de alimentación: es un transformador que baja el voltaje de 380 V, 220 V o 110 V a tensiones menores (de 0,1 a 12 V). Además, estos equipos poseen semiconductores (placas de selenio, diodos y últimamente tiristores) que transforman la corriente alterna en corriente continua, que es la que se utiliza para estos procesos.

Esta fuente debe tener en lo posible un sistema de regulación de voltaje, puesto que cada proceso tiene un rango de tensión en el que el resultado es óptimo.
- Electrolito: es una solución de sal, la cual cederá iones metálicos que serán reemplazados por el ánodo. Por ejemplo, los baños de niquelado se componen de sulfato de níquel, cloruro de níquel y ácido bórico. Los baños de zincado contienen cianuro de sodio e hidróxido de sodio (los alcalinos) o cloruro de zinc, cloruro de potasio y ácido bórico (los ácidos).

Además se agregan a los electrolitos sustancias orgánicas como tensoactivos, agentes reductores y abrillantadores: sacarina sódica, trietanolamina, formalina, urea, sulfuro de sodio, carboximetilcelulosa y varios tipos de azúcares (derivados por ejemplo de extractos del jarabe de maíz).
- Ánodo: placa o placas de metal muy puro, ya que la mayoría de los procesos no resisten las contaminaciones: níquel 99,997 %; cobre 99,95 %; zinc 99,98 %. Cuando un ion entrega su átomo de metal en el cátodo, inmediatamente otro lo reemplaza desprendiéndose del ánodo y viajando hacia el cátodo. Por ello la principal materia prima que se consume en un proceso de galvanizado es el ánodo.